# Sur: Una película para llevar en el corazón
Sur: Una película para llevar en el corazón es un álbum de estudio por el bandoneonista de tango argentino Astor Piazzolla, en donde también intervienen el bandoneonista Néstor Marconi y el cantante argentino Roberto Goyeneche, fue grabado y editado en Buenos Aires durante 1988 y es la banda sonora de la película del mismo nombre del director Fernando Solanas también de 1988.

## Antecedentes
Tras su fructífera estadía en Italia durante los años 1970 donde Astor Piazzolla grabó varios álbumes junto a diferentes conjuntos de carácter electrónico, donde grabó bandas sonoras como Lumière en 1976, Quand la ville s'éveille en 1975, Il pleut sur Santiago en 1975, Cadavres exquis en 1975 y Armaguedon de 1977, además del célebre Libertango de 1974, entre otros, volvió a Argentina para retomar el Quinteto acústico, con el cual grabó Biyuya ese mismo año, además de la banda sonora de la película Volver de 1988.

## Lanzamiento y reediciones
Sur: Una película para llevar en el corazón se editó originalmente en 1988 por el sello Milan en Francia (en formato de CD), Estados Unidos, mientras que en Argentina lo editó RCA. Al año siguiente se editó en CD en Japón (y se reeditaría en CD en el 2000 también), y en 1992 se reeditó en CD en Estados Unidos, mientras que la reedición en CD argentina apareció en 1994, en ese mismo año se editó en Turquía. Se reeditó en Europa en formato de LP de 180 gramos en 2014. En 2021 se lanzó en LP en Argentina junto a varios álbumes de Astor Piazzolla que se reeditaron en ese formato.

## Lista de temas
Todas las canciones escritas y compuestas por Astor Piazzolla, excepto donde se indica.. 
| Lado A |                        |                                  |          |  |
| N.º    | Título                 | Detalle                          | Duración |  |
| 1.     | «Vuelvo al Sur»        | Cantante: Roberto Goyeneche.     | 3:45     |  |
| 2.     | «Regreso al Amor»      |                                  | 1:40     |  |
| 3.     | «Tristeza, separación» |                                  | 2:55     |  |
| 4.     | «Regreso al Amor»      | Solo de bandoneón por Piazzolla. | 1:40     |  |
| 5.     | «Los sueños»           | Solo de bandoneón por Piazzolla. | 1:58     |  |
| 6.     | «Tristeza separación»  | Solo de bandoneón por Piazzolla. | 1:40     |  |
| 7.     | «Los sueños»           |                                  | 3:00     |  |

| Lado B |                                                         |                                              |          |  |
| N.º    | Título                                                  | Intérprete                                   | Duración |  |
| 8.     | «Sur» (Aníbal Troilo, Homero Manzi)                     | Néstor Marconi. Cantante: Roberto Goyeneche. |          |  |
| 9.     | «María» (Aníbal Troilo, Cátulo Castillo)                | Néstor Marconi. Cantante: Roberto Goyeneche. |          |  |
| 10.    | «Garua» (Aníbal Troilo, Enrique Cadícamo)               | Néstor Marconi. Cantante: Roberto Goyeneche. |          |  |
| 11.    | «Cristal» (José María Contursi, Mariano Mores)          | Néstor Marconi. Cantante: Roberto Goyeneche. |          |  |
| 12.    | «La última curda» (Aníbal Troilo, Cátulo Castillo)      | Néstor Marconi. Cantante: Roberto Goyeneche. |          |  |
| 13.    | «Milonga del Tartamundo» (Fernando Solanas)             | Néstor Marconi. Cantante: Alfredo Zitarrosa. |          |  |
| 14.    | «Dando Vueltas en el Aire» (Fito Páez)                  | Cantante: Fito Páez.                         |          |  |
| 15.    | «Nocturno a mi Barrio» (Aníbal Troilo)                  | Cantante: Aníbal Troilo.                     |          |  |
| 16.    | «Naranjo en flor» (Homero Expósito, Virgilio Expósito.) | Cantante: Roberto Goyeneche.                 |          |  |

## Créditos
- Astor Piazzolla - bandoneón, arreglos y dirección
- Fernando Suárez Paz - violín
- Horacio Malvicino - guitarra
- Pablo Ziegler - piano
- Héctor Console - contrabajo
- Roberto Goyeneche - voz en "Vuelvo al sur"